# Маркіан
Маркіан (лат. Flavius Marcianus, грец. Μαρκιανός, бл. 392 у Іллірик (римська провінція) — 27 січня 457 у Константинополь) — імператор східної частини Римської імперії з 450 по 457 рік. Християнський Святий.

## Походження
Маркіан мав незнатне походження. Він зробив військову кар'єру з простого воїна до воєначальника і сенатора. Після раптової смерті Феодосія II був зведений на престол сестрою імператора — Пульхерією, яка і вийшла за Маркіана заміж.

## Правління
Зразу по отриманню правління у свої руки у 450 році Маркіан знижує податки для всіх сенаторів. Він не був слабким правителем. Мав мужність відмовити вождю гунів Аттілі у данині, заявивши йому через послів, що «золото у нього для друзів, для ворогів же ж залізо», чим підняв престиж свого правління та імперії. При вторгненні гунів до Італії у 452 р. Маркіан послав війська для підтримки західно-римського імператора Валентініана III, чим зробив свій вклад у перемогу над ними. У 452 Маркіян відбив напад на Сирію і Єгипет, а у 456 придушив повстання на вірменському кордоні.
У внутрішній політиці стабілізував владу та фінансове становище Візантії. Завдяки його старанням у 451 році проходить Халкідонський собор, де було засуджено монофізитство і результати цих рішень є важливими по сьогодні. З папою римським Левом I було досягнуто догматичну єдність церков імперії. У 452 році Маркіан надав рішенням собору ваги законів для реалізації їх у заселених монофізитами Сирії та Єгипту (навіть через силу).
Маркіан помирає раптово 27 січня 457 року після перенесеного інсульту. Залишає за собою добру згадку і повну казну. Його наступникам при вступі на престол ще протягом століть кричали — «володарюй як Маркіан».

## Канонізація
Імператорське подружжя стало за взірець у сплетінні залізної волі та глибокої віри, та вшановується як святе у Римо-католицькі церкві та Православні церкві. День пам'яті Святого Благовірного Римського Імператора Маркіана у Православ'ї - 17 лютого.